# 上街区
上街区是河南省郑州市下辖的市辖区，始建于1958年，是以铝工业为主的工业区。上街区地处中原腹地，位于郑州市区以西38公里处，北临黄河，南依嵩山，总面积64.7平方公里，总人口19.73万人。

## 历史沿革
上街原属汜水县管辖范围，1949年后，汜水县与河阴合并更名为成皋县，1952年成皋县并入荥阳县。由于上街一带铝矿资源丰富，被国家确定为铝工业基地，1958年6月设立上街区。

## 行政区划
上街区下辖5个街道办事处、1个镇：
济源路街道、中心路街道、新安路街道、工业路街道、矿山街道和峡窝镇。

## 人口
根據第七次人口普查數據，截至2020年11月1日零時，上街區常住人口為197399人。

## 经济
本地工业较为发达，内有国家生态工业园区等产业集群，以铝业为支柱产业，有“中国铝都”之称。1957年11月中国最大的铝工业基地——中国铝业公司建址在此，也因此而设区。2020年全区生产总值165.48亿元，人均生产总值86,166元。

## 交通
陇海铁路从区内经过，设上街站，为货运车站。 310国道、 314省道途经区内。郑州上街机场位于区境北部，为A1级通用机场。